# قائمة أنواع القيقب
يوجد عدة أنواع من جنس القيقب:
- قيقب إصبعي (الاسم العلمي:Acer digitatum)
- قيقب إهليلجي (الاسم العلمي:Acer ellipticum)
- قيقب أجرد (الاسم العلمي:Acer glabrum)
- قيقب أحمر (الاسم العلمي:Acer rubrum)
- قيقب أحمر العروق (الاسم العلمي:Acer rufinerve)
- قيقب أشوري (الاسم العلمي:Acer assyriacum)
- قيقب أوبالي (الاسم العلمي:Acer opalus)
- قيقب باكسي (الاسم العلمي:Acer paxii)
- قيقب برناردي (الاسم العلمي:Acer bernardinum)
- قيقب بنسلفاني (الاسم العلمي:Acer pensylvanicum)
- قيقب بوسكي (الاسم العلمي:Acer boscii)
- قيقب بوسني (الاسم العلمي:Acer bosniacum)
- قيقب تايواني (الاسم العلمي:Acer taiwanense)
- قيقب تتري (الاسم العلمي:Acer tataricum)
- قيقب تركماني (الاسم العلمي:Acer turcomanicum)
- قيقب ثنائي اللون (الاسم العلمي:Acer discolor)
- قيقب جاوي (الاسم العلمي:Acer javanicum)
- قيقب حاد (الاسم العلمي:Acer argutum)
- قيقب حقلي (الاسم العلمي:Acer campestre)
- قيقب دافيدي (الاسم العلمي:Acer davidii)
- قيقب دائم خضرة (الاسم العلمي:Acer sempervirens)
- قيقب دلب (الاسم العلمي:Acer platanus)
- قيقب دلباني (الاسم العلمي:Acer platanoides)
- قيقب دلبي كاذب (الاسم العلمي:Acer pseudoplatanus)
- قيقب دوريتي (الاسم العلمي:Acer durettii)
- قيقب روغيلي (الاسم العلمي:Acer rugelii)
- قيقب ريشي (الاسم العلمي:Acer pinnatum)
- قيقب سكري (الاسم العلمي:Acer saccharum)
- قيقب شعري (الاسم العلمي:Acer pilosum)
- قيقب شويريني (الاسم العلمي:Acer schwerinii)
- قيقب شيطاني (الاسم العلمي:Acer diabolicum)
- قيقب صلب (الاسم العلمي:Acer robustum)
- قيقب غاريتي (الاسم العلمي:Acer foveolatum)
- قيقب فابري (الاسم العلمي:Acer fabri)
- قيقب فريماني (الاسم العلمي:Acer freemanii)
- قيقب فلقي (الاسم العلمي:Acer lobatum)
- قيقب فنجي (الاسم العلمي:Acer fengii)
- قيقب قلبي (الاسم العلمي:Acer cordatum)
- قيقب قلنسوي (الاسم العلمي:Acer cucullatum)
- قيقب قليل الأوراق (الاسم العلمي:Acer pauciflorum)
- قيقب كاديفالي (الاسم العلمي:Acer briergeranum)
- قيقب كامبلي (الاسم العلمي:Acer campbellii)
- قيقب كريتي (الاسم العلمي:Acer creticum)
- قيقب كفي (الاسم العلمي:Acer palmatum)
- قيقب لبناني (الاسم العلمي:Acer libani)
- قيقب مارتيني (الاسم العلمي:Acer martinii)
- قيقب مايري (الاسم العلمي:Acer mairei)
- قيقب مجعد (الاسم العلمي:Acer crispum)
- قيقب مخملي (الاسم العلمي:Acer velutinum)
- قيقب مدبب (الاسم العلمي:Acer acuminatum)
- قيقب ميابي (الاسم العلمي:Acer miyabei)
- قيقب ناكاي (الاسم العلمي:Acer nakaii)
- قيقب واردي (الاسم العلمي:Acer wardii)
- قيقب وانغشي (الاسم العلمي:Acer wangchii)
- قيقب ياباني (الاسم العلمي:Acer nipponicum)
- قيقب ينكوني (الاسم العلمي:Acer yinkunii)
- قيقب يوي (الاسم العلمي:Acer yui)
- (الاسم العلمي:Acer adscharicum)
- (الاسم العلمي:Acer amamiense)
- (الاسم العلمي:Acer amplum)
- (الاسم العلمي:Acer avilae)
- (الاسم العلمي:Acer barbinerve)
- (الاسم العلمي:Acer barbinerve)
- (الاسم العلمي:Acer bornmuelleri)
- (الاسم العلمي:Acer brachystephyanum)
- (الاسم العلمي:Acer brevipes)
- (الاسم العلمي:Acer buergerianum)
- (الاسم العلمي:Acer cadevallii)
- (الاسم العلمي:Acer caesium)
- (الاسم العلمي:Acer calcaratum)
- (الاسم العلمي:Acer caloneurum)
- (الاسم العلمي:Acer capillipes)
- (الاسم العلمي:Acer cappadocicum)
- (الاسم العلمي:Acer carpinifolium)
- (الاسم العلمي:Acer caudatifolium)
- (الاسم العلمي:Acer caudatum)
- (الاسم العلمي:Acer ceriferum)
- (الاسم العلمي:Acer chapaense)
- (الاسم العلمي:Acer chiangdaoense)
- (الاسم العلمي:Acer cinerascentiforme)
- (الاسم العلمي:Acer circinatum)
- (الاسم العلمي:Acer cissifolium)
- (الاسم العلمي:Acer collinsona)
- (الاسم العلمي:Acer confertifolium)
- (الاسم العلمي:Acer conspicuum)
- (الاسم العلمي:Acer coptophyllum)
- (الاسم العلمي:Acer coriaceifolium)
- (الاسم العلمي:Acer coriaceum)
- (الاسم العلمي:Acer crassum)
- (الاسم العلمي:Acer crataegifolium)
- (الاسم العلمي:Acer distylum)
- (الاسم العلمي:Acer duplicatoserratum)
- (الاسم العلمي:Acer elegantulum)
- (الاسم العلمي:Acer emeiense)
- (الاسم العلمي:Acer erianthum)
- (الاسم العلمي:Acer erythranthum)
- (الاسم العلمي:Acer eucalyptoides)
- (الاسم العلمي:Acer eupalmatum)
- (الاسم العلمي:Acer euseptemlobum)
- (الاسم العلمي:Acer fenzelianum)
- (الاسم العلمي:Acer garrettii)
- (الاسم العلمي:Acer gracilifolium)
- (الاسم العلمي:Acer griseum)
- (الاسم العلمي:Acer guanense)
- (الاسم العلمي:Acer guinieri)
- (الاسم العلمي:Acer guizhouense)
- (الاسم العلمي:Acer guyotii)
- (الاسم العلمي:Acer hainanense)
- (الاسم العلمي:Acer heldreichii)
- (الاسم العلمي:Acer henryi)
- (الاسم العلمي:Acer hillieri)
- (الاسم العلمي:Acer horonaiense)
- (الاسم العلمي:Acer huangpingense)
- (الاسم العلمي:Acer hyrcanum)
- (الاسم العلمي:Acer japonicum)
- (الاسم العلمي:Acer jingdongense)
- (الاسم العلمي:Acer laevigatum)
- (الاسم العلمي:Acer laisuense)
- (الاسم العلمي:Acer lanpingense)
- (الاسم العلمي:Acer lasiocarpum)
- (الاسم العلمي:Acer laurinum)
- (الاسم العلمي:Acer lauyuense)
- (الاسم العلمي:Acer legonsanicum)
- (الاسم العلمي:Acer leipoense)
- (الاسم العلمي:Acer leptophyllum)
- (الاسم العلمي:Acer lichuanense)
- (الاسم العلمي:Acer linganense)
- (الاسم العلمي:Acer longipedicellatum)
- (الاسم العلمي:Acer longipes)
- (الاسم العلمي:Acer lucidum)
- (الاسم العلمي:Acer macrophyllum)
- (الاسم العلمي:Acer mandshuricum)
- (الاسم العلمي:Acer mapienense)
- (الاسم العلمي:Acer maximowiczianum)
- (الاسم العلمي:Acer medogense)
- (الاسم العلمي:Acer miaoshanicum)
- (الاسم العلمي:Acer micranthum)
- (الاسم العلمي:Acer minusculum)
- (الاسم العلمي:Acer mirabile)
- (الاسم العلمي:Acer mono)
- (الاسم العلمي:Acer monspessulanum)
- (الاسم العلمي:Acer morifolium)
- (الاسم العلمي:Acer nambuanum)
- (الاسم العلمي:Acer nayongense)
- (الاسم العلمي:Acer negundo)
- (الاسم العلمي:Acer oblongum)
- (الاسم العلمي:Acer obtusifolium)
- (الاسم العلمي:Acer okamotoi)
- (الاسم العلمي:Acer oligocarpum)
- (الاسم العلمي:Acer olivaceum)
- (الاسم العلمي:Acer oliverianum)
- (الاسم العلمي:Acer ovczinnikovii)
- (الاسم العلمي:Acer pectinatum)
- (الاسم العلمي:Acer pehpeiense)
- (الاسم العلمي:Acer pentaphyllum)
- (الاسم العلمي:Acer pentapomicum)
- (الاسم العلمي:Acer pluridens)
- (الاسم العلمي:Acer poliophyllum)
- (الاسم العلمي:Acer pseudocreticum)
- (الاسم العلمي:Acer pseudosieboldianum)
- (الاسم العلمي:Acer pubipalmatum)
- (الاسم العلمي:Acer pycnanthum)
- (الاسم العلمي:Acer radujaensis)
- (الاسم العلمي:Acer rubescens)
- (الاسم العلمي:Acer rubronervium)
- (الاسم العلمي:Acer saccharinum)
- (الاسم العلمي:Acer salweenense)
- (الاسم العلمي:Acer schneiderianum)
- (الاسم العلمي:Acer senecaense)
- (الاسم العلمي:Acer serotinum)
- (الاسم العلمي:Acer shangszeense)
- (الاسم العلمي:Acer shenkanense)
- (الاسم العلمي:Acer shensiense)
- (الاسم العلمي:Acer shihweii)
- (الاسم العلمي:Acer shirasawanum)
- (الاسم العلمي:Acer sichourense)
- (الاسم العلمي:Acer sieboldianum)
- (الاسم العلمي:Acer sikkimense)
- (الاسم العلمي:Acer sino-oblongum)
- (الاسم العلمي:Acer sinopurpurascens)
- (الاسم العلمي:Acer sosnowskyi)
- (الاسم العلمي:Acer speciosum)
- (الاسم العلمي:Acer spicatum)
- (الاسم العلمي:Acer stachyophyllum)
- قيقب ضيق الثمار (الاسم العلمي:Acer stenocarpum)
- (الاسم العلمي:Acer sterculiaceum)
- (الاسم العلمي:Acer subobtusum)
- (الاسم العلمي:Acer sutchuenense)
- (الاسم العلمي:Acer sycopseoides)
- (الاسم العلمي:Acer taipuense)
- (الاسم العلمي:Acer tegmentosum)
- (الاسم العلمي:Acer tenellum)
- (الاسم العلمي:Acer tibetense)
- (الاسم العلمي:Acer tonkinense)
- (الاسم العلمي:Acer trialatum)
- (الاسم العلمي:Acer tricaudatum)
- (الاسم العلمي:Acer trifidum)
- (الاسم العلمي:Acer triflorum)
- (الاسم العلمي:Acer truncatum)
- (الاسم العلمي:Acer tschonoskii)
- (الاسم العلمي:Acer tutcheri)
- (الاسم العلمي:Acer undulatum)
- (الاسم العلمي:Acer varbossanium)
- (الاسم العلمي:Acer verhaegheanum)
- (الاسم العلمي:Acer virens)
- (الاسم العلمي:Acer wuyishanicum)
- (الاسم العلمي:Acer wuyuanense)
- (الاسم العلمي:Acer yangbiense)
- (الاسم العلمي:Acer yaoshanicum)
- (الاسم العلمي:Acer zoeschense)